# 福山透
福山 透（ふくやま とおる、昭和23年（1948年）8月9日 - ）は日本の有機化学者。名古屋大学大学院創薬科学研究科特任教授、東京大学名誉教授、元評議員（2007年4月〜2009年3月）。研究分野は天然物全合成、有機合成化学、有機反応開発。愛知県安城市出身。

## 略歴
- 1967年 愛知県立岡崎高等学校卒業。
- 1971年 名古屋大学農学部を卒業。
- 1977年 ハーヴァード大学博士号取得（岸義人研究室）。78年まで同大学博士研究員。
- 1978-82年 ライス大学化学科助教授。
- 1982-88年 同准教授。
- 1988-95年 同教授。
- 1995年 東京大学薬学部教授。97年より改組により大学院薬学系研究科教授。
- 2012年 名古屋大学大学院創薬科学研究科教授。
- 2013年 名古屋大学大学院創薬科学研究科特任教授、東京大学名誉教授。

## 業績
ライス大学時代より天然物全合成に取り組み、マイトマイシン、デュオカルマイシン、(–)-CP-263,114、ストリキニーネ、レイナマイシン、FR900482など数多くの複雑な化合物の合成を完成している、アルカロイド類合成の世界的第一人者である。特にマイトマイシンの大量合成法は医薬品合成化学に多くのインパクトを与えた。
またその過程で2-ニトロベンゼンスルホニル基（アミノ基の保護基の一つ）、インドールの合成法（福山インドール合成と呼ばれ、第一世代と第二世代がある）、穏和な条件でアルデヒドをチオエステルより生成する福山還元、ヨウ化銅(I)を用いた穏和な芳香族アミノ化反応などの合成手法や反応を多数開発しており、いずれも広く使われる有用な合成手段となっている。抗ガン剤として有名なビンブラスチンの世界初の全合成やエクチナサイジン743の全合成はこれらの手法用いており、教科書にも取り上げられている。

## 受賞歴等
- 1993年 アーサー. C. コープスカラー賞、Abbott Distinguished Investigator Award
- 2001年 有機合成化学協会賞（学術的）
- 2003年 ISHC Senior Award in Heterocyclic Chemistry
- 2004年 American Chemical Society Award for Creative Work in Synthetic Organic Chemistry（アメリカ化学会）
- 2006年 日本薬学会賞
- 2009年 中日文化賞[1]
- 2009年 紫綬褒章[2]
- 2021年 瑞宝中綬章[3][4][5]